# Những đứa con của Gấu Mẹ vĩ đại (phim)
Những đứa con của Gấu Mẹ vĩ đại (tiếng Đức: Die Söhne der großen Bärin) là một phim Viễn Tây Đỏ của đạo diễn Josef Mach, ra mắt lần đầu năm 1966.

## Nội dung
Phỏng theo tập sách rất nổi tiếng cùng tên của nữ văn sĩ Liselotte Welskopf-Henrich, bối cảnh phim diễn ra vào những năm 70 thế kỷ XIX. Tại một quán rượu gần đồn Smith (một nơi nào đó ở Minnesota), sĩ quan cảnh sát Fred Clark, biệt danh Cáo Hung, đã giết chết già làng Mattotaupu, một trong những thủ lĩnh bộ tộc Dakotskih, vì ông ta từ chối tiết lộ địa điểm nơi cất giấu vàng. Clark trở thành kẻ thù riêng của Tokei-Ito, con trai của Mattotaupy.
Hai năm đã trôi qua. Sự căng thẳng giữa chính phủ và các bộ lạc Dakotskih đã đạt đến đỉnh cao của nó. Trên ngọn Đồi Đen người ta đã tìm thấy mỏ vàng. Người Da Đỏ vẫn chiếm giữ hầu hết các lãnh thổ có mang trữ lượng vàng này, vì vậy các mỏ không thể bắt đầu khai thác được. Vì điều này, đồn Smith (các pháo đài Mỹ thường lấy tên người chỉ huy để đặt cho đồn bốt của họ) đã cất quân đi đánh đuổi các bộ lạc người Da Đỏ…
Sau nhiều cuộc giao tranh cuối cùng số phận của những người Da Đỏ cũng được định đoạt.

## Diễn viên
- Gojko Mitić: Tokei-ihto
- Jiří Vršťala: Red Fox
- Rolf Römer: Tobias Wolfshäuptling
- Hans Hardt-Hardtloff: Major Samuel Smith
- Gerhard Rachold: Leutnant Roach
- Horst Jonischkan: Adams
- Jozef Majerčík: Tschetansapa
- Jozef Adamovič: Tschapa
- Milan Jablonský: Donner vom Berge
- Hannjo Hasse: Pitt
- Helmut Schreiber: Ben
- Rolf Ripperger: Joe
- Brigitte Krause: Jenny
- Karin Beewen: Cate Smith
- Ruth Kommerell: Tashina
- Kati Székely: Uinonah
- Zofia Słaboszowska: Mongschongschah
- Slobodanka Marković: Sitopanaki
- Hans Finohr: Hawandschita
- Adolf Peter Hoffmann: Mattotaupa
- Martin Tapák: Schonka
- Horst Kube: Thomas
- Walter E. Fuß: Theo
- Sepp Klose: Taschunka-witko
- Jozo Lepetić: Bill
- Herbert Dirmoser: Alter Rabe
- Willi Schrade: Tatokano
- Günter Schubert: Feldger
- Franz Bonnet: Taschunka-witkos Vater
- Dietmar Richter-Reinick: Leutnant Warner
- Blanche Kommerell: Eenah
- Johannes Wieke: Zivilist
- Henry Hübchen: Hapedah